# Iubindu-l pe Pablo, urându-l pe Escobar
Iubindu-l pe Pablo, urându-l pe Escobar este un film spaniol în limba engleză din 2017, regizat de Fernando León de Aranoa, bazat pe memoriile Virginiei Vallejo, „Iubindu-l pe Pablo, urându-l pe Escobar”. A fost difuzat în afara concursului la cea de a 74-a ediție a Festivalului Internațional de Film de la Veneția și la secțiunea de prezentări speciale la Festivalul Internațional de Film de la Toronto din 2017.

## Prezentare
În 1983, traficantul columbian de droguri Pablo Escobar a început o aventură cu o celebră prezentatoare de televiziune, Virginia Vallejo. De la prima lor întâlnire, traversând perioada de ascensiune a nemilosului stăpân de droguri, perioadă în care își format cartelul, până la căderea lui.

## Distribuție
- Javier Bardem în rolul Pablo Escobar
- Penélope Cruz în rolul Virginia Vallejo
- Peter Sarsgaard în rolul Shepard
- Julieth Restrepo în rolul Maria Victoria Henao
- David Valencia în rolul Santos
- David Ojalvo în rolul agentului FBI
- Giselle Da Silva în rolul Olguita Arranz